# Drop

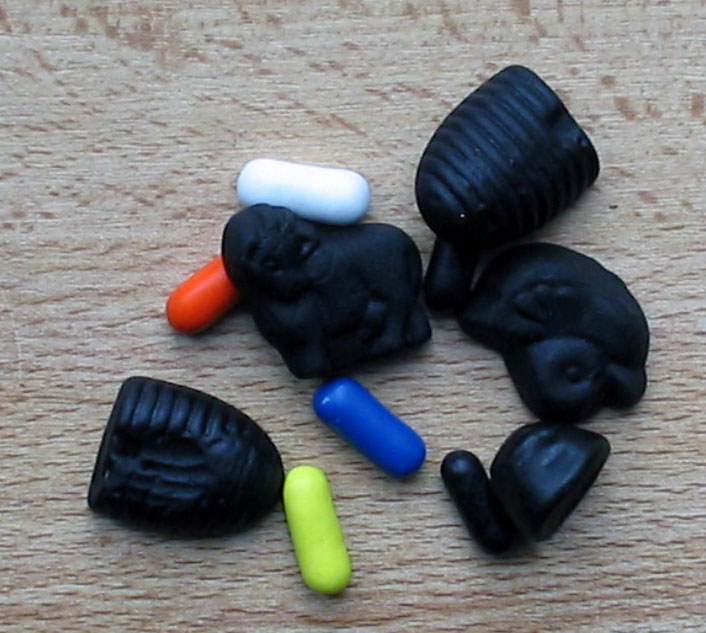
Verschillende soorten drop

Drop is een snoepgoed dat wordt gemaakt van het wortelsap van de zoethoutplant Glycyrrhiza glabra (vlinderbloemfamilie). De zuivere vorm heet blokdrop. De blokdrop wordt dan gebruikt als ingrediënt voor de snoepjes. Voor de zoetheid wordt suiker (in percentages variërend tussen 30 en 60%) of een andere zoetstof toegevoegd. Vroeger bond men de drop met Arabische gom. De gom is over het algemeen vervangen door zetmeel of gelatine. Andere bestanddelen zijn salmiak (ammoniumchloride), soms zout, evenals geur- en smaakstoffen, al dan niet synthetisch (eucalyptus, honing, anijs, melasse). Van nature bruinige en ietwat doorzichtige dropsoorten worden met koolstof of karamel donkerder gekleurd. Vooral in Nederland is drop populair, maar ook in de Scandinavische landen en in West- en Noord-Duitsland wordt drop gegeten.
In 1731 ontdekte de Italiaan Giorgio Amarelli de mogelijkheden voor de verwerking van het sap uit de zoethoutwortel (Glycyrrhiza glabra). Zijn ontdekking leidde tot de industriële productie van drop.

## Bereiding
De zoethoutwortels worden van de struik afgeknipt en in de zon gedroogd. De struik zelf gaat terug in de grond en groeit weer aan. De wortels worden gemalen en met water tot een pap gemaakt. Deze wordt gefilterd en ingedikt tot blokdrop, een geconcentreerd dropje zoals dat in de winkel komt. Deze blokdrop gaat naar de dropfabrikant, die het weer verdunt en mengt met andere smaakstoffen (honing, salmiak) en verdikkingsmiddelen (zoals gemodificeerd zetmeel). Bij een temperatuur van 135 °C gaat het zetmeel verstijfselen, en ontstaat er een deeg, qua structuur gelijkend op brooddeeg, dat in vormen geperst wordt. Deze vormen worden eerst gemaakt van maiszetmeel, waarin het dropje wordt uitgehard. Het uitharden duurt 36 uur, bij een temperatuur van 65 °C. Daarna wordt het zetmeel van de dropjes geblazen en worden ze van een glansmiddel voorzien.

## Smaak
Glycyrrizine, afkomstig van het zoethoutextract in drop, is voor een belangrijk deel verantwoordelijk voor de karakteristieke dropsmaak. Het is ongeveer vijftig keer zoeter dan kristalsuiker. Drop heeft door ammoniumchloride een zeer kenmerkende salmiaksmaak. Nederlanders zijn meestal drop gewend en eten het dan ook met smaak op. Deze smaak wordt echter niet door iedereen gewaardeerd, met name bij dubbelzoute drop. Ook zijn er likeuren, zoals Dropshot, met dropsmaak.

## Gezondheid
Door het glycyrrizinezuur dat in het zoethoutextract van drop zit, kan het eten van grote hoeveelheden drop de werking van de nieren verstoren en daardoor hoge bloeddruk tot gevolg hebben. Dit blijft lange tijd zonder merkbare symptomen, maar kan zich op de lange duur manifesteren middels hoofdpijn, duizelingen en oorsuizen. Ook zijn er sterfgevallen beschreven die in verband zijn gebracht met het gedurende langere tijd consumeren van grotere hoeveelheden drop. Dit effect treedt op bij 95 mg glycyrrizinezuur per dag of meer. Bij drop met een gemiddeld percentage glycyrrizinezuur (0,1%) komt dit overeen met circa 95 gram drop per dag.
Het bloeddrukverhogende effect van glycyrrizinezuur ontstaat doordat deze stof het enzym 11-beta-hydroxysteroïddehydrogenase remt, dat verantwoordelijk is voor de omzetting van actief cortisol in inactief cortison. Daardoor is er meer actief cortisol, dat net als aldosteron bindt aan de mineralocorticoïdreceptoren. Deze receptoren zijn betrokken bij de vochthuishouding van het lichaam en zorgen voor het vasthouden van natrium. Hierdoor wordt er ook meer vocht vastgehouden en stijgt de bloeddruk. Tegelijkertijd wordt kalium uitgescheiden. Bij glycyrrizinezuur-geïnduceerde hoge bloeddruk wordt daardoor ook vaak een laag kaliumgehalte gezien. Het klinisch beeld lijkt sterk op het syndroom van Conn, waarbij er door het lichaam te veel aldosteron wordt geproduceerd.
Drop bevat zelf geen natrium; de zoute smaak komt niet van natriumchloride, maar van ammoniumchloride (salmiak). Dubbelzoute drop kan wel tot 8 procent salmiak bevatten. Ook zoete drop bevat vaak een kleine hoeveelheid salmiak, tussen 0,5 en 2 procent, die dan gemaskeerd wordt door een doorgaans wat hoger suikergehalte. Suikervrije drop bevat gemiddeld meer salmiak dan de dropsoorten met suiker, het gehalte salmiak kan wel boven de 10% komen te liggen.

## Productie en consumptie in Nederland
Nederland is de grootste fabrikant van drop in de Europese Unie. In de periode 1999-2008 is de productie van drop met een kwart toegenomen. Met een productiewaarde van 90 miljoen euro, neemt Nederland circa een derde van de EU-productie van drop en zoethoutextract voor zijn rekening. Spanje en Duitsland zijn respectievelijk Europa’s tweede en derde fabrikant. In Nederland consumeert ongeveer 80% van de bevolking weleens drop, waarvan 14% regelmatig. De groep 16- tot 50-jarigen is daarbij het sterkst vertegenwoordigd; ook is het aantal vrouwelijke dropeters groter dan de mannelijke. De totale geconsumeerde hoeveelheid is circa 32 miljoen kilo per jaar, overeenkomend met ongeveer 2 kg per persoon per jaar en deze hoeveelheid is al vele jaren vrijwel constant. Ongeveer 1 à 2 procent van de Nederlandse dropeters consumeert meer dan 100 gram per dag.

## Film
In de film The Gold Rush at Charlie Chaplin zijn schoenveters op, die echter van drop waren gemaakt.

## Soorten drop
Drop wordt in diverse samenstellingen en vooral in vele vormen gemaakt:
- AA-drop
- Ademin
- Apendrop, apenkoppen[8]. 
  - variant: biggenkoppen (of biggetjes)
- Autodrop, diverse smaken:
  - Cadillac
  - Total loss
- Beertjesdrop (bruine beertjes)
- Bielzen
- Boekendrop
- Boerderijdrop
- Boerenbruintjes
- Brussels manneke
- Dinodrop
- Dobbelstenen, dubbelzoute
- Dropcaramelballen
- Dropduimen (duimdrop)
- Drop Fruit Duo's
- Dropgums
- Dropharingen
- Dropjojo's
- Dropkabels
- Dropliefde
- Dropmatjes
- Dropmint
- Droprupsen
- Dropsleutels (ook beschikbaar als Winegum-variant)
- Dropstaafjes
- Droptoefjes
- Droptoffees
- Droptoppers
- Dropuitdeelmix
- Dropveters
- Dropwater (laurierdrop in water, geschud; gebruikt bij keelpijn)
- Dropzuurstok
- Drukknopen
- Dubbeldekkers
- Dubbelzoute drop
- Duimdrop
- Engelse drop (in Engelstalige landen Liquorice allsorts genoemd)
- Finse drop
- Flopjes
- Fortisal
- Gapertjes
- Geldlijn, een reeks van producent Klene met de soorten:
  - Muntdrop
  - SalmiakRiksen
  - Spaarpotjes
  - Steekpenningen
  - Bankkluizen
  - Zakgeld
  - Zakkenrollers
  - Pinpassen
  - Grofgeld
- Gelatinevrije drop
- Glutenvrije drop
- Griotten
- Groentjes
- Haringdrop
- Heksendrop (zachte salmiakdrop; Deens: heksehyl)
- Hoeden en petten
- Honingbijtjes
- Honingdrop (in de vorm van een bijenkorf en met honing gezoet)
- Horoscoopdrop
- Jujubes
- Katjesdrop
- Keelmix
- Kleurendrop
- Knoopjesdrop
- Kokindjes
- Krepeliendjes
- Krijtjesdrop
- Kruidenblaadjes
- Kruisdrop
- Lakrisal (salmiakpastilles)
- Laurierdrop, Lauriertjes
- Meeuwenflatsen
- Menthol kruisdrop
- Mokumdrop
- Mounties
- Muntdrop/Muntendrop
- Muntdrop Mini's (van Klene)
- Oldtimers drop, een reeks met de dropvormen:
  - Zoute Hindeloopertjes
  - Sneeker Zoethoudertjes
  - Oudhollandsche Eksterdrop
  - Volzoete Scheepsknopen
  - Originele Stoofpeertjesdrop
  - Zwart-Wit Salmiakklinkers
  - Zachtzoete Anijsegeltjes Drop)
- Ovaaltjes
- Pandadrop (uit Finland)
- Pepermuntdrop
- Pionierslijn, een reeks van producent Klene met de soorten: 
  - Waterwerken
  - Bodemvondsten
  - Ontdekkingsreizen
  - Gelukzoekers
  - Handelsvloot
- Poeliepek (dropwater op basis van laurierdrop)
- Pottertjes
- Pyramides
- Rockies
- Salmiak rocks
- Salmiakdrop
- Salmiakjes
- Salmiaknopjes (ook wel zeska's of zwart-witnopjes geheten)
- Salmiakknotsen
- Salmiakriksen
- Salmiakrondo's
- Salmiaktongen
- Scheepsknopen
- Schuine drop (zoute schuinen)
- Schoolkrijt
- Schuddrop (flesje met laurierdrop, kandij en zoethout. Zelf water bijvoegen)
- Sleuteldrop (dropsleutels)
- Spaarpotjes (Klene)
- Smilies
- Stophoest
- Suiker Oompjes (Klene)
- Suikervrije drop (reeks van Klene)
- Suske en Wiske drop
- Tikkels
- Topdrop
- Trekdrop
- Trollendrop
- Vanilledrop
- Vegandrop
- Visjesdrop (dropharingen)
- Waddendrop
- Wybertjes, Wybertdrop
- Zaanse drop
- Zakkenrollers
- Zeezout Waterwerken
- (Extra) Zoete drop
- Zoete en zoute harlekijnen
- Zoete zonnetjes
- Zoute drop en dubbel zoute drop
- Zoute hakdrop
- Zoute rol (van Klene)
- Zoute schuinen (schuine drop)
- Zoethout
- Zoethoudertjes
- Zwartwitjes
- Zwart-wittikkels (Klene)
- Zwart-witpoeder (zwartwit, zwart-op-wit)
- Zweedse peperballen

## Afbeeldingen

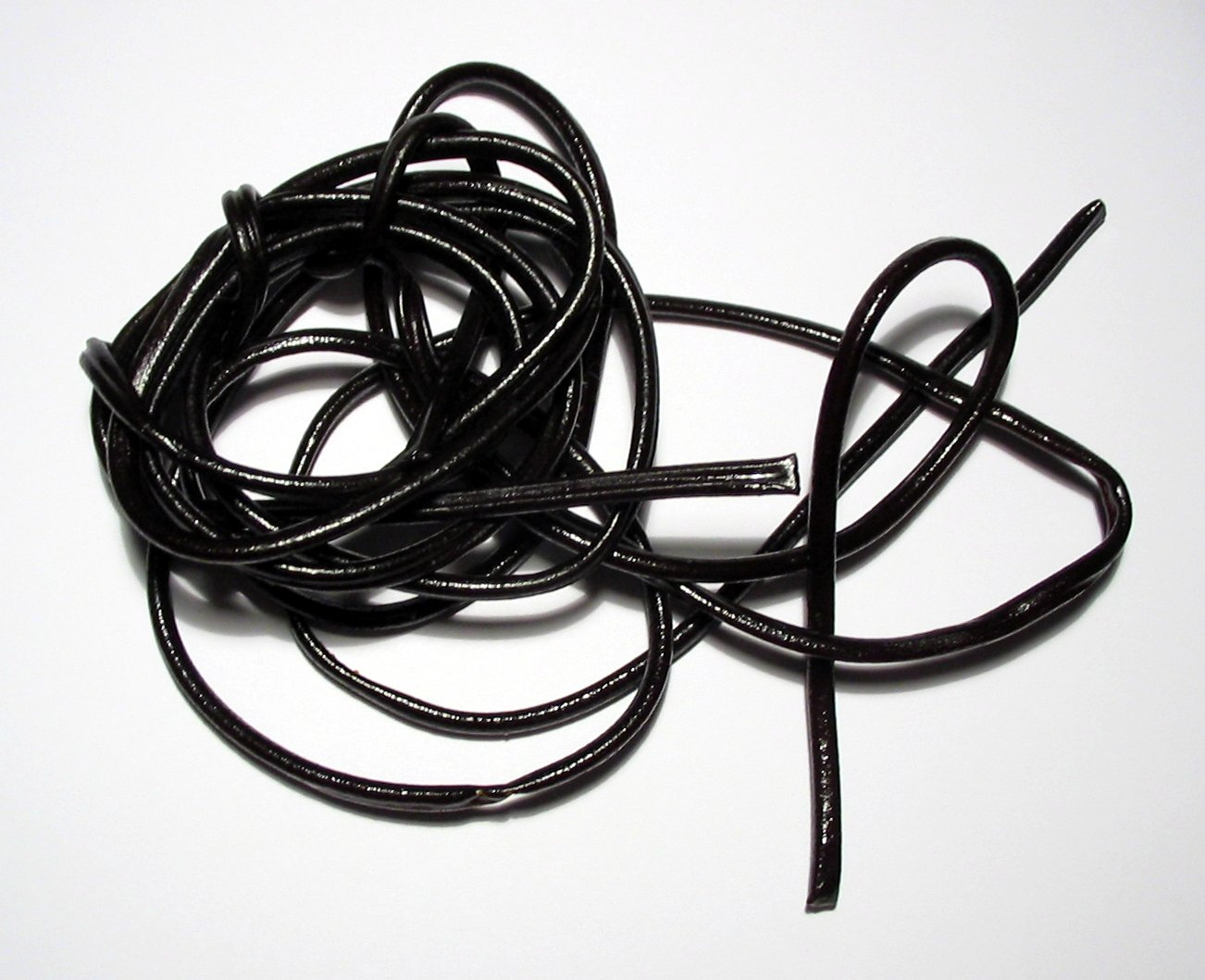
Dropveter
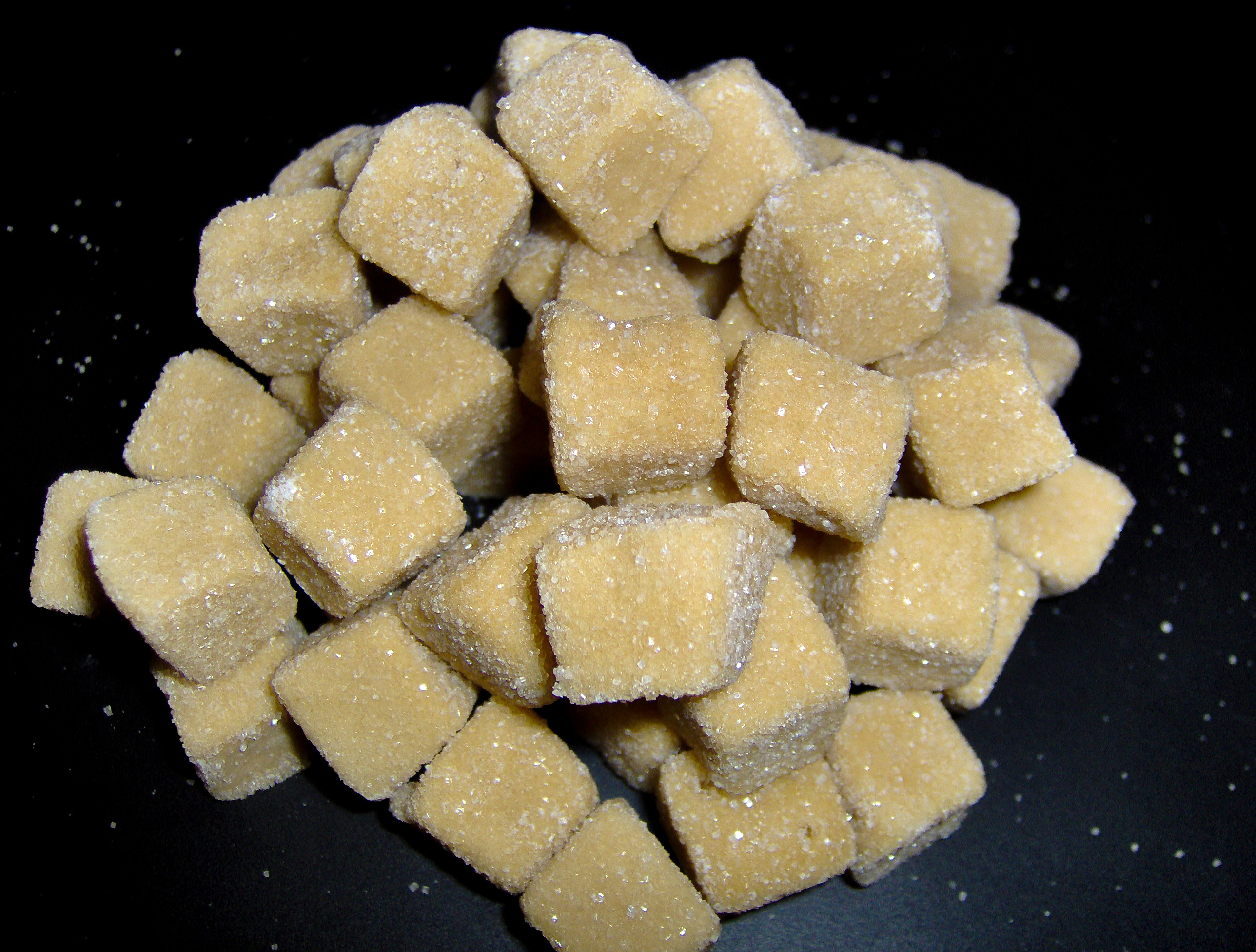
Griotten
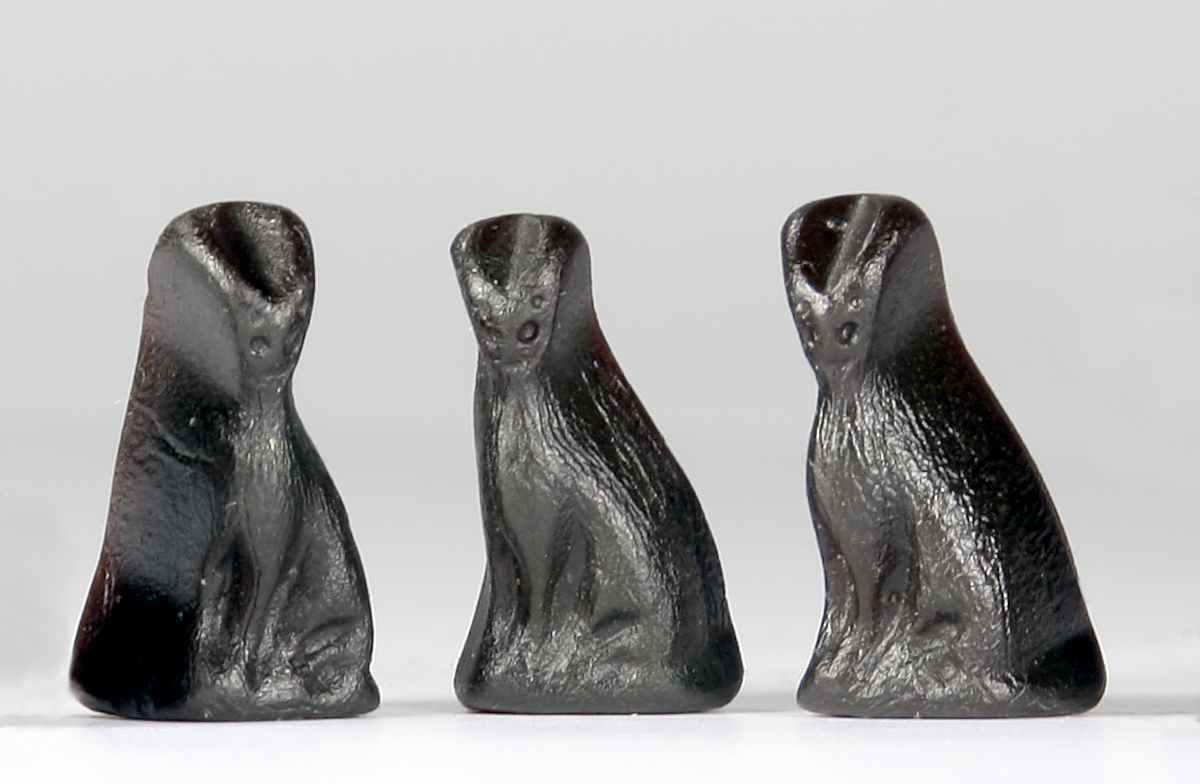
Katjesdrop
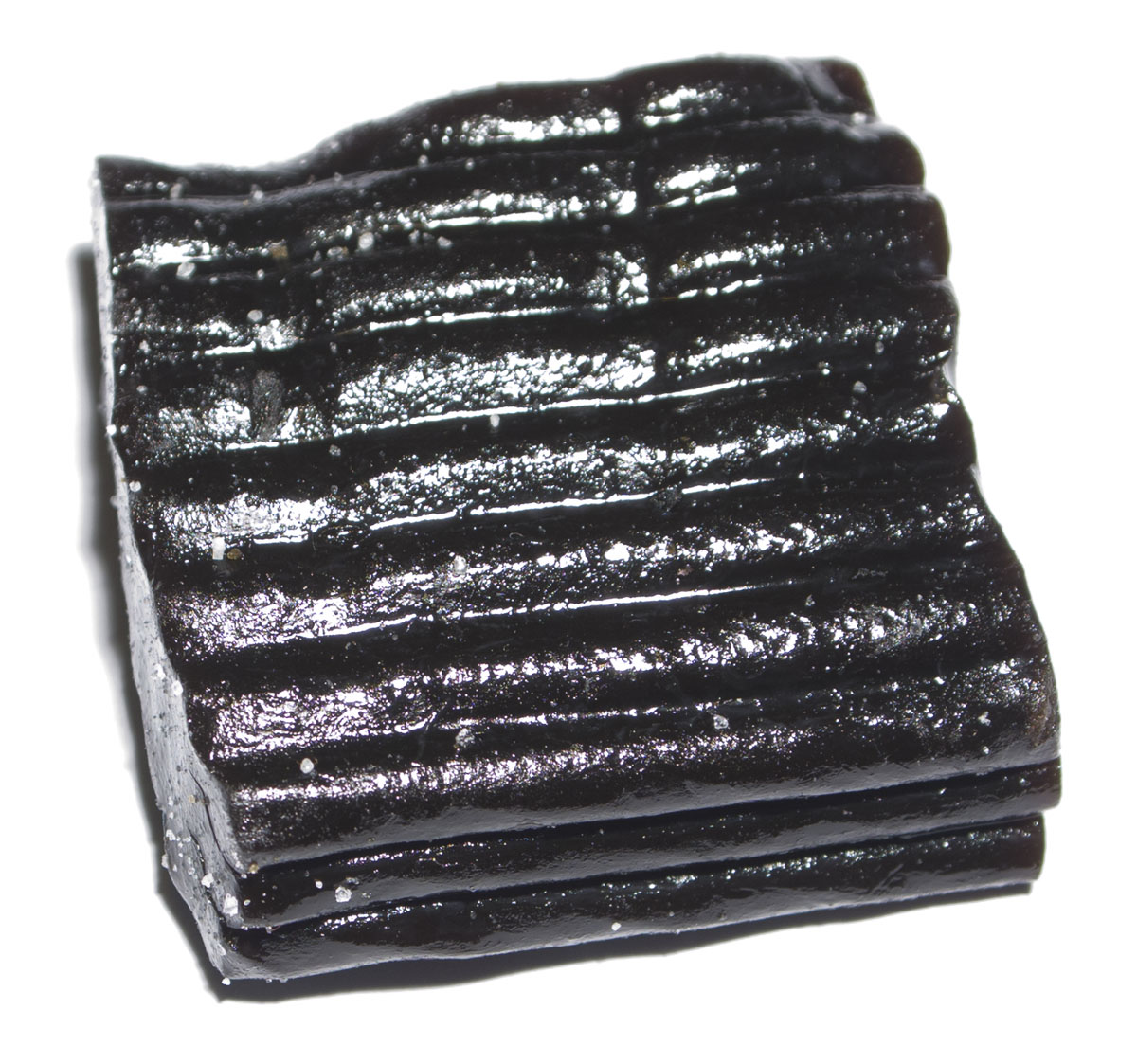
Dropmatje
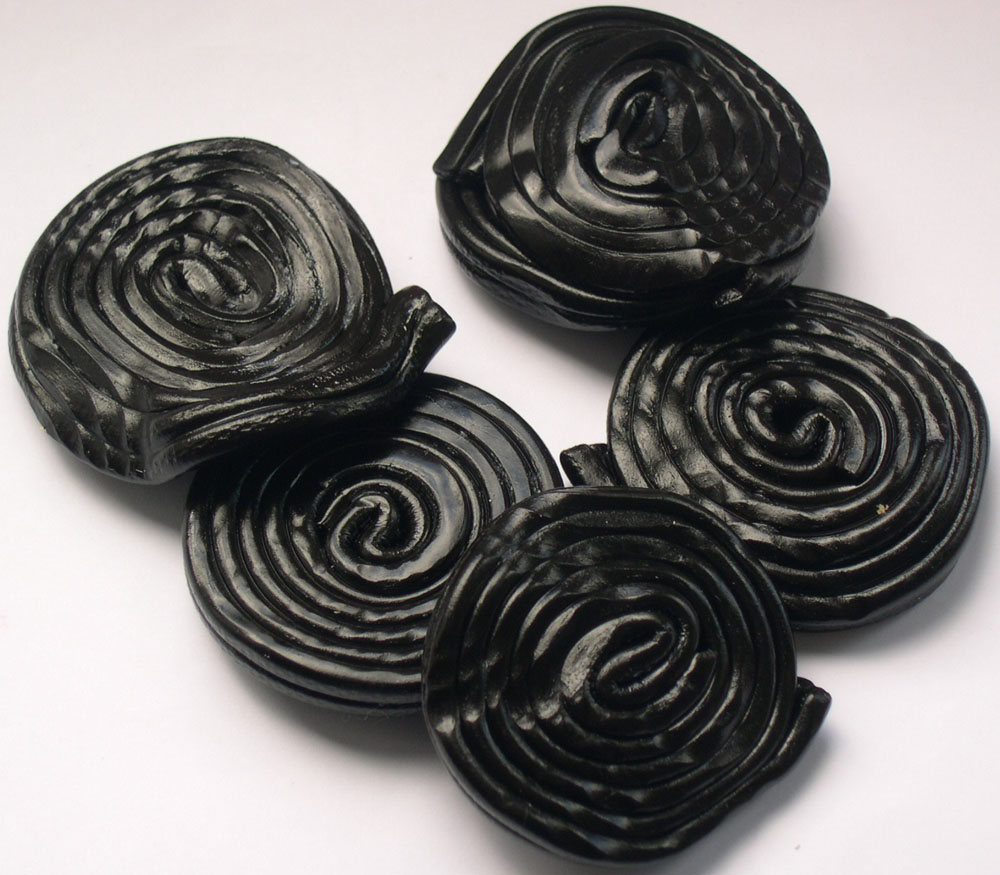
Dropjojo
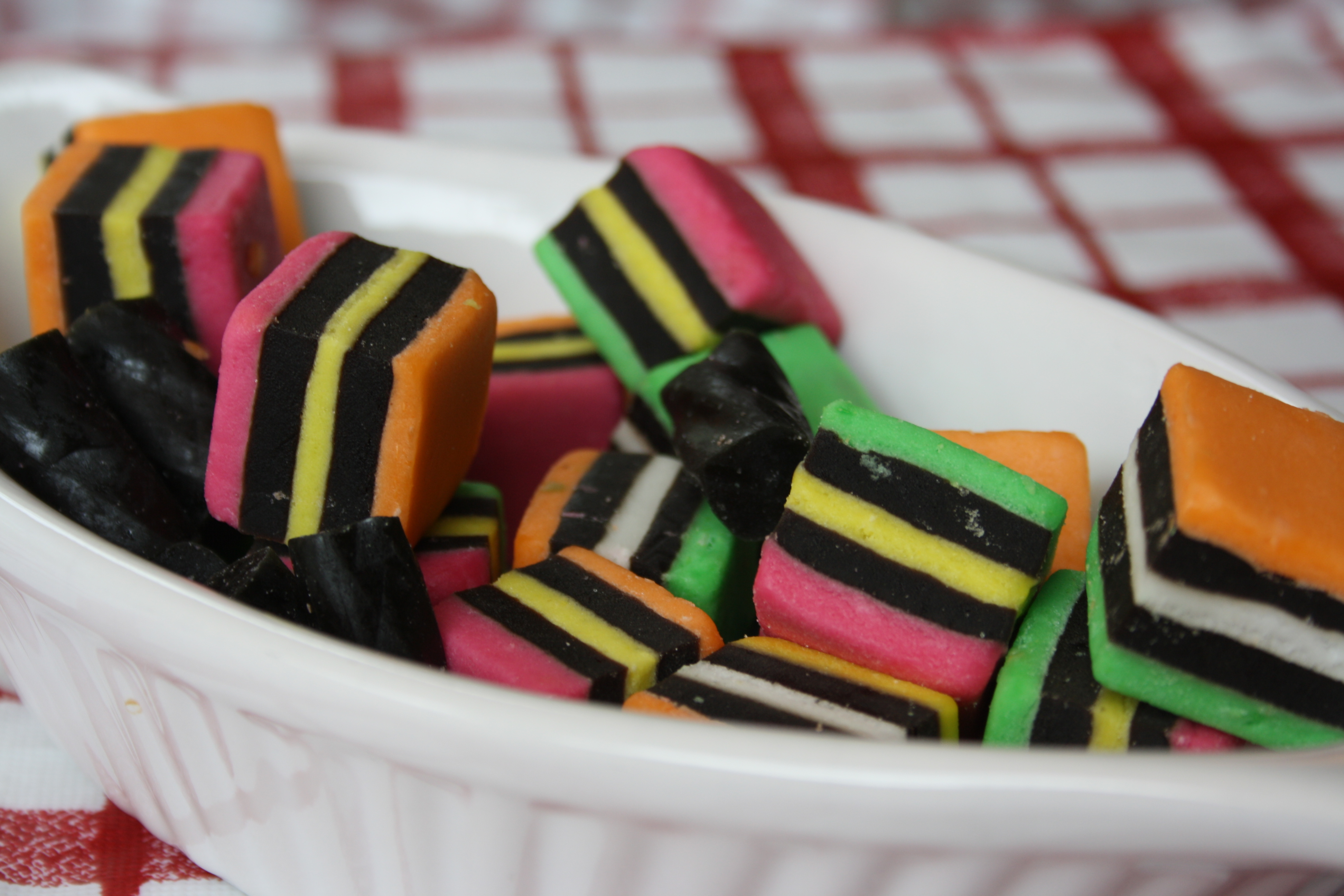
Engelse drop

|  |